# Origny-le-Sec
 Origny-le-Sec  es una población y comuna francesa, en la región de Champaña-Ardenas, departamento de Aube, en el distrito de Nogent-sur-Seine y cantón de Romilly-sur-Seine-1.

## Demografía
| 611 | 549 | 475 | 636 | 627 | 593 |
| Para los censos de 1962 a 1999 la población legal corresponde a la población sin duplicidades (Fuente: INSEE [Consultar]) |     |     |     |     |     |